# اچ‌ام‌اس چپستو
اچ‌ام‌اس چپستو (به انگلیسی: HMS Chepstow) یک کشتی بود که طول آن ۲۳۵ فوت (۷۲ متر) بود. این کشتی در سال ۱۹۱۶ ساخته شد.